# Aszik Kerib
Ashik Kerib – radziecka baśń filmowa z 1988 roku w reżyserii Siergieja Paradżanowa. Film powstał na podstawie powieści Michaiła Lermontowa pod tym samym tytułem wydanej w 1837 roku.

## Opis fabuły
Młody trubadur przemierza ormiańską prowincję. Jest w drodze już ponad tysiąc dni. Ma nadzieję, że na końcu jego wędrówki czeka go fortuna.

## Obsada
- Jurij Mykojan jako Aszik Kerib
- Sopiko Cziaureli jako matka
- Ramaz Czchikwadze jako Ali-aga
- Konstantin Stiepankow jako nauczyciel
- Warwara Dwaliszwili jako siostra
- Weronika Metonidze
- Dodo Abaszydze
- Tamaz Waszakidze
- Dawid Dowlatian
- Nodar Dugladze
- Lewan Natroszwili
- Gework Howakimian
- Wiaczeslaw Stepanian